# Ceraphron irokoi
Ceraphron irokoi är en stekelart som beskrevs av Jean Risbec 1953. Ceraphron irokoi ingår i släktet Ceraphron och familjen pysslingsteklar. Inga underarter finns listade i Catalogue of Life.